# 丹羽鉦電機硬式野球部
丹羽鉦電機硬式野球部（にわしょうでんきこうしきやきゅうぶ）は、愛知県尾張旭市に本拠地を置き、日本野球連盟に加盟していた社会人野球の企業チームである。1976年10月に解散した。
運営母体は、ファインセラミックス関連を扱う丹羽鉦電機。

## 概要
1973年8月、丹羽鉦電機が『丹羽鉦電機硬式野球部』として設立。選手全員が九州出身者で結成されるという異例のチームであった。同県内で活動していた森藤技研から監督や複数の選手が移籍してスタートした。
1976年10月7日、オイルショックによる不況による経営悪化に伴って10月5日付で解散し、解散後については選手の大半が福岡市周辺で再就職し、同じメンバーで新チームを立ち上げると発表された。
その後、解散当時の監督であった池田和隆の父が前年に福岡県糟屋郡志免町に設立したあけぼの通商に全員が雇用され、『あけぼの通商硬式野球部』を旗揚げした。

## 設立・沿革
- 1973年 - 『丹羽鉦電機』として創部。
- 1976年 - 解散。

## 主な出身プロ野球選手
- 川原昭二（投手） - 森藤技研から移籍、1974年ドラフト2位で日本ハムファイターズに入団
- 福島秀喜（投手） - 1975年ドラフト1位で日本ハムファイターズに入団
- 中村武義（投手） - 森藤技研から移籍、1975年ドラフト3位で日本ハムファイターズに入団
- 生田裕之（投手） - 解散に伴い、あけぼの通商に移籍し、1976年ドラフト2位で中日ドラゴンズに入団
- 島田誠（外野手） - 解散に伴い、あけぼの通商に移籍し、1976年ドラフト外で日本ハムファイターズに入団
- 井上幹夫（投手） - 解散に伴い、あけぼの通商に移籍し、1978年ドラフト外で阪急ブレーブスに入団
- 柴田保光（投手） - 解散に伴い、あけぼの通商に移籍し、1978年ドラフト2位で西武ライオンズに入団
- 地頭方一男（外野手） - 解散に伴い、あけぼの通商に移籍し、1980年ドラフト外で西武ライオンズに入団